# Artemisia mangolica
Artemisia mangolica là một loài thực vật có hoa trong họ Cúc. Loài này được Fisch. ex Bess. mô tả khoa học đầu tiên.